# میکائلا (خواننده)
میکائلا (اسپانیایی: Mikaela‎؛ ‏ ۱۹ ژوئن ۱۹۳۵ – ۲۹ مارس ۱۹۹۱) خواننده و بازیگر اهل اسپانیا بود. وی بین سال‌های ۱۹۵۶ تا ۱۹۸۸ میلادی فعالیت می‌کرد.
از فیلم‌های او می‌توان به ملکه باشگاه تابارن و خون‌آشام‌های ۱۹۳۰ اشاره کرد.